# روبرت يوهانسون
روبرت يوهانسون (بالنرويجية: Robert Johansson)‏ (و. 1990  م) هو متزلج قفز نرويجي، ولد في ليلهامر، شارك في الألعاب الأولمبية الشتوية 2018.

## روابط خارجية
- روبرت يوهانسون على موقع IMDb (الإنجليزية)
- روبرت يوهانسون على موقع الاتحاد الدولي للتزلج (القفز التزلجي) (الإنجليزية)
- روبرت يوهانسون على موقع اللجنة الأولمبية الدولية (الإنجليزية)
- روبرت يوهانسون على موقع أوليمبيديا (الإنجليزية)